# Santuario della Madonna del Bosco (Panni)
Il santuario della Madonna del Bosco è un luogo di culto cattolico situato a pochi chilometri dal comune di Panni, nella provincia di Foggia in Puglia. 

## Storia
Il santuario custodisce una statua lignea della Madonna,  trovata secondo la tradizione nel 1503 nel bosco, tra i rami di un cerro, da una pastorella, cui la Vergine avrebbe espresso il desiderio che si costruisse in quel luogo una chiesa in suo onore. 
L'edificio fu realizzato quello stesso anno da Tommaso Caraffa, signore di Panni, e fu affiancato da un convento, affidato agli Agostiniani fino al 1737. Successivamente il complesso fu affidato al parroco di Panni, sia per la cura pastorale che per la gestione amministrativa. All'intercessione di Santa Maria del Bosco sono state attribuite nei secoli numerose grazie.

## Descrizione
Le mura laterali della costruzione sono in pietra, il portale di ingresso è in laterizi ed è sovrastato da un campanile a bifora.
All'interno si trovava una grande tela dedicata a Sant'Agostino e a San Nicola da Tolentino con i discepoli, custodita attualmente nella Chiesa Madre di Panni.